# 13e étape du Tour d'Espagne 2025
Pour un article plus général, voir Tour d'Espagne 2025.
La 13e étape du Tour d'Espagne 2025 se déroule le vendredi 5 septembre 2025 entre Cabezón de la Sal, en Cantabrie, et l'Alto de l'Angliru, dans les Asturies, sur une distance de 202,7 km.

## Parcours
Cette longue étape de plus de 200 kilomètres part de Cabezón de la Sal, à quelques encablures du Golfe de Gascogne. Les trois premiers quarts du parcours sont assez peu accidentés. Le dernier quart est redoutable avec trois ascensions successives : l'Alto de Mozqueta et l'Alto del Cordal, deux cols de 1re catégorie, avant les 12,4 km de la montée finale au pourcentage moyen de 9,7 % du mythique Alto de l'Angliru faisant de cette étape une des étapes reines de la Vuelta 2025.

## Résultats

### Classement de l'étape
| \| Classement de l'étape \| Classement de l'étape \| Classement de l'étape \| Classement de l'étape \| Classement de l'étape \| \| Coureur \| Coureur \| Pays \| Équipe \| Temps \| \| --------------------- \| --------------------- \| --------------------- \| --------------------- \| --------------------- \| |         |      |        |       |
| |         |      |        |       |
| Source : ProCyclingStats |         |      |        |       |
| Classement de l'étape |         |      |        |       |
| Coureur | Coureur | Pays | Équipe | Temps |

### Points attribués pour le classement du meilleur grimpeur
| \| Alto de Mozqueta (km 153,6) 1re catégorie (6,3 km à 8,4 %) \| Alto de Mozqueta (km 153,6) 1re catégorie (6,3 km à 8,4 %) \| Alto de Mozqueta (km 153,6) 1re catégorie (6,3 km à 8,4 %) \| Alto de Mozqueta (km 153,6) 1re catégorie (6,3 km à 8,4 %) \| Alto de Mozqueta (km 153,6) 1re catégorie (6,3 km à 8,4 %) \| \| ---------------------------------------------------------- \| ---------------------------------------------------------- \| ---------------------------------------------------------- \| ---------------------------------------------------------- \| ---------------------------------------------------------- \| \| \| Coureur \| Pays \| Équipe \| Point(s) \| \| modifier \| \| \| \| \| |         |      |        |          |
| Alto de Mozqueta (km 153,6) 1re catégorie (6,3 km à 8,4 %) |         |      |        |          |
| | Coureur | Pays | Équipe | Point(s) |
| modifier |         |      |        |          |

| \| Alto del Cordal (km 181,6) 1re catégorie (5,5km à 8,8 %) \| Alto del Cordal (km 181,6) 1re catégorie (5,5km à 8,8 %) \| Alto del Cordal (km 181,6) 1re catégorie (5,5km à 8,8 %) \| Alto del Cordal (km 181,6) 1re catégorie (5,5km à 8,8 %) \| Alto del Cordal (km 181,6) 1re catégorie (5,5km à 8,8 %) \| \| -------------------------------------------------------- \| -------------------------------------------------------- \| -------------------------------------------------------- \| -------------------------------------------------------- \| -------------------------------------------------------- \| \| \| Coureur \| Pays \| Équipe \| Point(s) \| \| modifier \| \| \| \| \| |         |      |        |          |
| Alto del Cordal (km 181,6) 1re catégorie (5,5km à 8,8 %) |         |      |        |          |
| | Coureur | Pays | Équipe | Point(s) |
| modifier |         |      |        |          |

| \| Alto de l'Angliru (km 202,7) Hors catégorie (12,4 km à 9,7 %) \| Alto de l'Angliru (km 202,7) Hors catégorie (12,4 km à 9,7 %) \| Alto de l'Angliru (km 202,7) Hors catégorie (12,4 km à 9,7 %) \| Alto de l'Angliru (km 202,7) Hors catégorie (12,4 km à 9,7 %) \| Alto de l'Angliru (km 202,7) Hors catégorie (12,4 km à 9,7 %) \| \| ------------------------------------------------------------- \| ------------------------------------------------------------- \| ------------------------------------------------------------- \| ------------------------------------------------------------- \| ------------------------------------------------------------- \| \| \| Coureur \| Pays \| Équipe \| Point(s) \| \| modifier \| \| \| \| \| |         |      |        |          |
| Alto de l'Angliru (km 202,7) Hors catégorie (12,4 km à 9,7 %) |         |      |        |          |
| | Coureur | Pays | Équipe | Point(s) |
| modifier |         |      |        |          |

## Classements à l'issue de l'étape

### Classement général
| \| Classement général \| Classement général \| Classement général \| Classement général \| Classement général \| \| Coureur \| Coureur \| Pays \| Équipe \| Temps \| \| ------------------ \| ------------------ \| ------------------ \| ------------------ \| ------------------ \| |         |      |        |       |
| |         |      |        |       |
| Source : ProCyclingStats |         |      |        |       |
| Classement général |         |      |        |       |
| Coureur | Coureur | Pays | Équipe | Temps |

| Classement par points | Classement par points | Classement par points | Classement par points | Classement par points |
| Coureur               | Coureur               | Pays                  | Équipe                | Points                |
| --------------------- | --------------------- | --------------------- | --------------------- | --------------------- |

| Classement par points | Classement par points | Classement par points | Classement par points | Classement par points |
| Coureur               | Coureur               | Pays                  | Équipe                | Points                |
| --------------------- | --------------------- | --------------------- | --------------------- | --------------------- |

| Classement de la montagne | Classement de la montagne | Classement de la montagne | Classement de la montagne | Classement de la montagne |
| Coureur                   | Coureur                   | Pays                      | Équipe                    | Points                    |
| ------------------------- | ------------------------- | ------------------------- | ------------------------- | ------------------------- |

| Classement de la montagne | Classement de la montagne | Classement de la montagne | Classement de la montagne | Classement de la montagne |
| Coureur                   | Coureur                   | Pays                      | Équipe                    | Points                    |
| ------------------------- | ------------------------- | ------------------------- | ------------------------- | ------------------------- |

| Classement du meilleur jeune | Classement du meilleur jeune | Classement du meilleur jeune | Classement du meilleur jeune | Classement du meilleur jeune |
| Coureur                      | Coureur                      | Pays                         | Équipe                       | Temps                        |
| ---------------------------- | ---------------------------- | ---------------------------- | ---------------------------- | ---------------------------- |

| Classement du meilleur jeune | Classement du meilleur jeune | Classement du meilleur jeune | Classement du meilleur jeune | Classement du meilleur jeune |
| Coureur                      | Coureur                      | Pays                         | Équipe                       | Temps                        |
| ---------------------------- | ---------------------------- | ---------------------------- | ---------------------------- | ---------------------------- |

| Classement par équipes | Classement par équipes | Classement par équipes | Classement par équipes |
| Équipe                 | Équipe                 | Pays                   | Temps                  |
| ---------------------- | ---------------------- | ---------------------- | ---------------------- |

| Classement par équipes | Classement par équipes | Classement par équipes | Classement par équipes |
| Équipe                 | Équipe                 | Pays                   | Temps                  |
| ---------------------- | ---------------------- | ---------------------- | ---------------------- |